# Rivulinae
Ne pas confondre avec Rivulinae : une sous-famille de poissons téléostéens
Sous-famille
Les Rivulinae sont une sous-famille de lépidoptères de la famille des Erebidae.

## Systématique
Les Rivulinae ont longtemps été classés dans la famille des Noctuidae. Ils font maintenant partie des Erebidae.

## Liste des genres
En Europe, selon Fauna Europaea (10 septembre 2022) :
- Rivula Guénée, 1845
- Zebeeba Kirby, 1892

Selon BioLib (12 février 2019) :
- Bocula Guenée in Boisduval & Guenée, 1852
- Mycterophora Hulst, 1896
- Oglasa Walker, 1859
- Oxycilla Grote, 1896
- Prosoparia Grote, 1883
- Rivula Guenée, 1845
- Zelicodes Grote, 1896